# Gorges du Guil

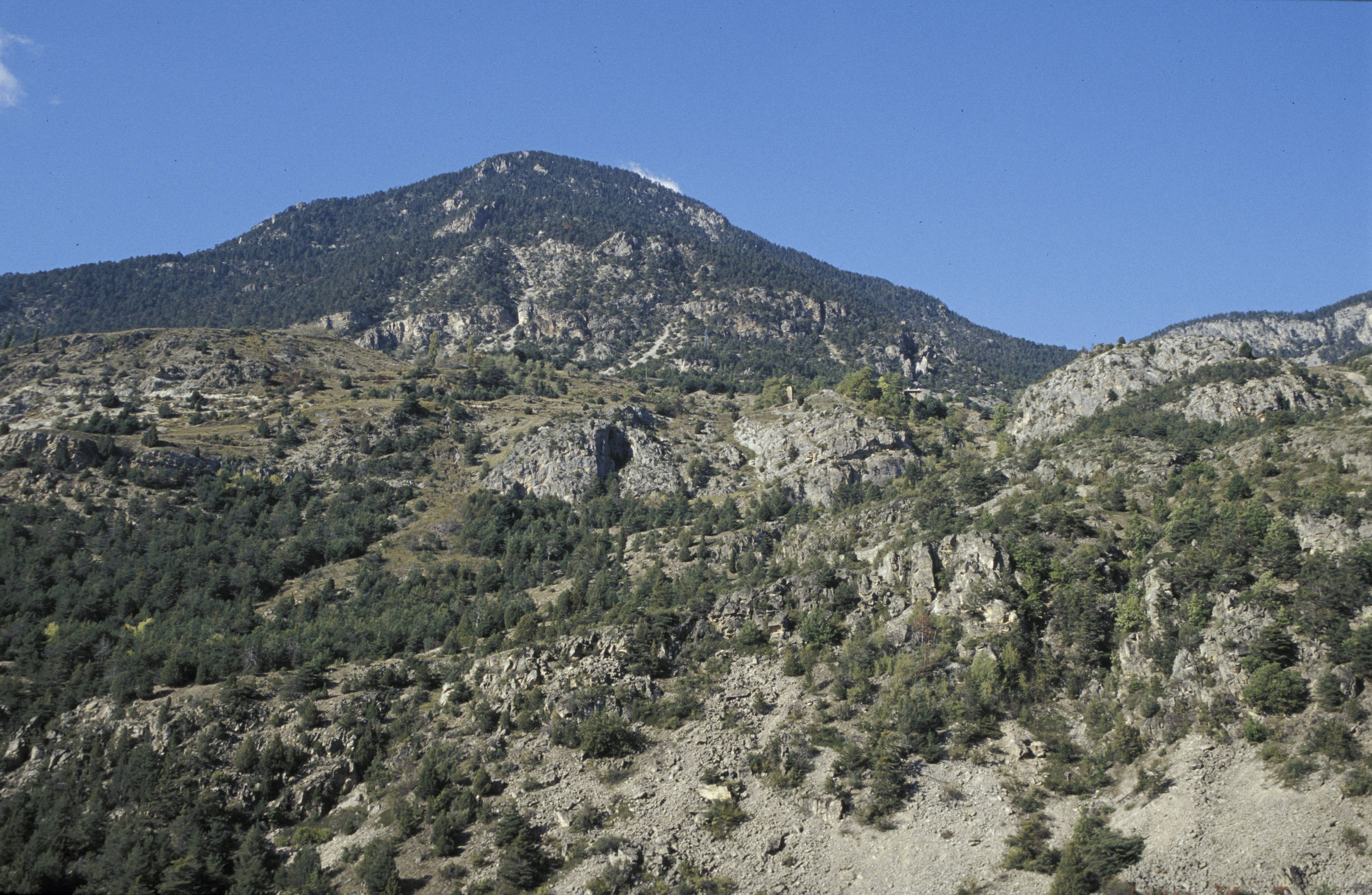
Guillestre i Gorges du Guil

Gorges du Guil (lub Gorges du Queyras) – wąwóz, znajdujący się w Queyras,  we francuskim departamencie Alp Wysokich. 

## Położenie[1]

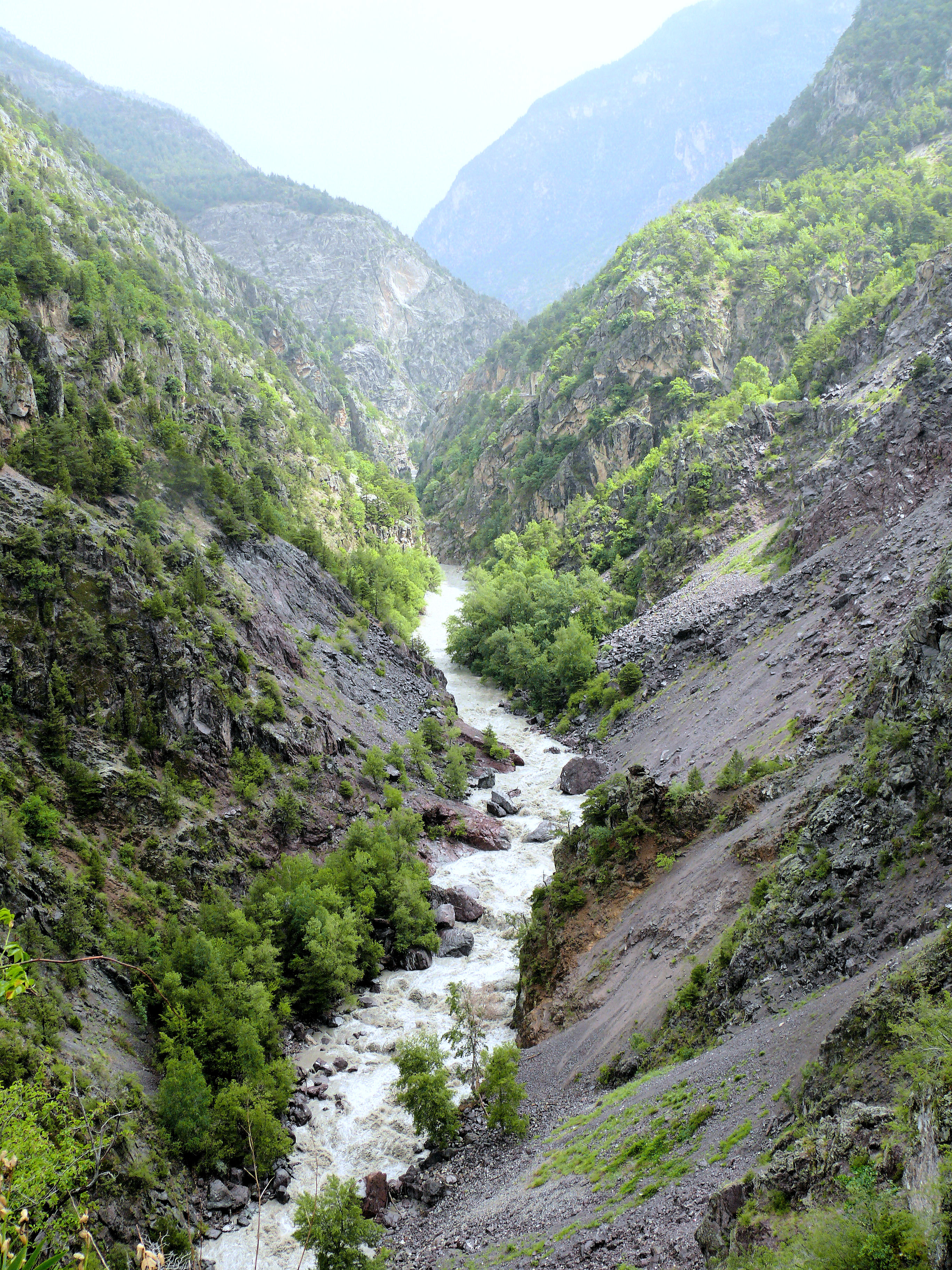
Guillestre i Gorges du Guil

Do doliny można dotrzeć od strony południowo-zachodniej, od miasta La Font d'Eygliers, od  południa, gdzie znajduje się Le Coin i od strony północnej, od Guillestre. Wąwóz Gorges du Guil ma wysokość 900 metrów. Do wąwozu można dotrzeć drogą D902. Droga jest asfaltowana i bardzo wąska. Po drodze do doliny występuje kilka nieoświetlonych i wąskich tuneli. Gorges du Guil stanowi bramę do Queyras. 
Droga do Gorges du Guil w Queyras jest zwykle otwarta przez cały rok, może być zamknięta w dowolnym momencie, gdy dostęp nie jest oczyszczony ze śniegu. Wąwóz wychodzi na rzekę Guil, jedno z najlepszych miejsc do uprawiania sportów wodnych w Alpach. 
Dolina jest jednotorową drogą wzdłuż zbocza góry. Ta droga jest jedną z najsłynniejszych dróg balkonowych we Francji, która mrozi krew w żyłach ze względu na to, że jest bardzo niebezpieczna. Przejście, biegnące wzdłuż wąwozów, zwane jest także Gorges du Queyras.